# Мелунмяки (метростанция)
Метростанция Мелунмяки(на фински: Mellunmäki; на шведски: Mellungsbacka) е приземна мостова станция на Хелзинкско метро(от линията Итякескус-Мелунмяки), в столицата на Финландия. Тя обслужва квартала на Мелунмяки, източно Хелзинки и е крайна станция за северния клон на метрото.
Станцията е открити в Хелзинки, на 1 септември 1989. Проектиране е от Toivo Karhunen Oy. Намира се на 1.6 километра от Контула. Разстоянието до Руохолахти(Другата крайна станция е 17 км.
Метростанция Мелунмяки е най-северната метростанция в света

## Транспорт
На метростанцията може да се направи връзка с:
- автобуси с номера: 78, 95, 95N, 97, 97N, 97V, J92, 562, 56K, 62, 62K, 87, 87K

Метростанцията разполага с паркинг за 157 автомобила.
- Перонът на метростанция „Мелунмяки“
- Входът на метростанция „Мелунмяки“
- Перонът на метростанция „Мелунмяки“

|  | Тази страница частично или изцяло представлява превод на страницата Mellunmäki metro station в Уикипедия на английски. Оригиналният текст, както и този превод, са защитени от Лиценза „Криейтив Комънс – Признание – Споделяне на споделеното“, а за съдържание, създадено преди юни 2009 година – от Лиценза за свободна документация на ГНУ. Прегледайте историята на редакциите на оригиналната страница, както и на преводната страница, за да видите списъка на съавторите. ВАЖНО: Този шаблон се отнася единствено до авторските права върху съдържанието на статията. Добавянето му не отменя изискването да се посочват конкретни източници на твърденията, които да бъдат благонадеждни. |